# Viktor Frisk
Carl Viktor Andersson Frisk, född 2 mars 1995 i Öja församling i Eskilstuna kommun, Södermanlands län, är en svensk artist, influerare och entreprenör. Han har tillsammans med Samir Badran, som duon Samir & Viktor, deltagit i Melodifestivalen åren 2015, 2016, 2018 och 2024.

## Tidiga år och bakgrund
Viktor Frisk växte upp i Alberga, Eskilstuna kommun, med sina föräldrar och sin äldre syster. I sin ungdom spelade han ishockey i Kungsörs IK. År 2011 började Frisk på JB Gymnasiet i Eskilstuna där han studerade media och journalistik. Våren 2013 flyttade Frisk till Stockholm för att arbeta som PR-manager för Aloe Vera-drycken. Hösten 2015 fick han rollen Social Media Director på PR-byrån Mindmakers PR.

## Karriär
2010 startade Frisk en blogg som till en början handlade om hans liv till vardags. Senare utvecklades bloggen till en modeblogg med målet att inspirera unga män och kvinnor i fråga om klädval.
2014 träffade Frisk TV-profilen Samir Badran i samband med en fitnessgala i Göteborg. Tillsammans släppte de samma vår klädkollektionen Success. Senare samma år bildade de popduon Samir & Viktor. Deras första låt "Success", som skrevs tillsammans med låtskrivaren Kevin Högdahl, gavs ut i maj 2014 och hamnade på Itunes förstaplats under sin första vecka. Sommaren 2014 nådde låten 15 miljoner lyssningar på Spotify och sålde tredubbel platina. Efter succén fick duon förfrågan om att delta i Melodifestivalen och våren 2015 deltog de i tävlingen med låten "Groupie" och slutade på en åttondeplats. "Groupie" har sålt tredubbel platina.
Sommaren 2015 genomförde Samir & Viktor en turné med totalt 80 spelningar i Sverige och Finland. Sommarturnén gjordes i samband med lanseringen för den nya låten "Saxofuckingfon" som sålde tredubbel platina. Samir & Viktor deltog i Melodifestivalen 2016 med låten "Bada nakna", som slutade på tolfte plats. I juli 2017 passerade Samir & Viktor 100 miljoner spelningar på Spotify. Året efter deltog Samir & Viktor i Melodifestivalen 2018 med låten "Shuffla", som slutade på fjärde plats. 
Mellan 2016 och 2017 drev Frisk podcasten Den Friska Wargen tillsammans med Ida Warg, som utsågs till årets podcast 2016. Samma år startade han en egen Youtube-kanal.
2017 släppte Frisk sin första bok Min Superkraft, som handlar om hans personliga erfarenhet av att leva med diagnosen ADHD. 2018 utgavs boken Samir & Viktor där Frisk tillsammans med Samir Badran berättar för Pascal Engman om livet som idoler. 2017 marknadsförde Frisk en designad tavla med endast positiva ord om ADHD tillsammans med designern David Thornell.
2020 och 2021 grundade Frisk sociala medier-byrån Reach Media Group och kommunikationsbyrån Hipe Agency tillsammans med entreprenören Jennie Sinclair.

## Privatliv
I augusti 2016 kom han ut som bisexuell via sitt Instagramkonto, och flera år senare kom han ut som homosexuell. I april 2022 förlovade han sig med sin partner Andreas Gran.

## Medverkan i TV (urval)
2015 – Melodifestivalen (TV-serie)
2016 — Kändisbarnvakten (TV-serie)
2016 – Melodifestivalen (TV-serie)
2018 – Let’s dance (TV-serie)
2018 – Melodifestivalen – (TV-serie)
2019 – Över Atlanten (TV-serie)
2019 – Klassfesten (TV-serie) 
2022 – Kompani Svan (TV-serie)
2023 – Fångarna på fortet (TV-serie)
2023 – Smartare än en femteklassare (TV-serie) 
2024 – Melodifestivalen (TV-serie) 